# ノーフォーク焼き討ち
ノーフォーク焼き討ち（英: Burning of Norfolk）は、アメリカ独立戦争中の1776年1月1日に起きた出来事である。現在のバージニア州ノーフォーク港にいたイギリス海軍の艦船が町に対する砲撃を始め、部隊が上陸して特定の建物を焼いた。ロイヤリストが多かったノーフォークの町民は逃亡し、バージニア植民地とノースカロライナ植民地から来た愛国者民兵隊が占領した。この愛国者部隊はイギリス軍上陸部隊を追い出そうとしたが、火災の進行を止めようとはせず、ロイヤリスト資産の焼却と略奪を始めた。
3日後に町の大半は破壊し尽くされたが、これは主に愛国者部隊の仕業だった。さらに2月初旬、イギリス軍が町に残っている資産を使わないよう、愛国者部隊が町を完全に破壊した。バージニアのイギリス当局にとってノーフォークは最後の重要な足がかりだった。イギリス軍はその後暫くはバージニア海岸部に対する襲撃を続けたが、バージニア植民地最後の総督となった第4代ダンモア伯ジョン・マーレイは1776年8月にバージニアを離れ、その後は戻らなかった。

## 背景
イギリス領バージニア植民地における緊張感は1775年4月に高まった。これは北のマサチューセッツ湾植民地でレキシントン・コンコードの戦いが起こり、アメリカ独立戦争が始まったのとほぼ同時期だった。植民地議会を支配していた愛国者（ホイッグと呼ばれた）側は同年3月までに徴兵を始めており、植民地の軍需物資の支配を巡って動き出していた。植民地総督のダンモア卿がウィリアムズバーグにあった倉庫から火薬をイギリス海軍の艦船に移すようイギリス軍に命じたので、愛国者側議員に警鐘を発し、民兵隊の蜂起を促すことになった。この事件は暴力沙汰無しに解決されたが、ダンモアは自身の安全が脅かされていることを怖れ、6月にはウィリアムズバーグを離れて、家族を海上のイギリス海軍艦船に移した。続いて港湾都市ノーフォークにイギリス海軍の小戦隊を結集させた。ノーフォークはロイヤリストの商人が多い町だった。町では愛国者に対する幾らかの支持があったが、この小戦隊による威嚇で、ノーフォークでの愛国者側の動きを抑える効果があった。

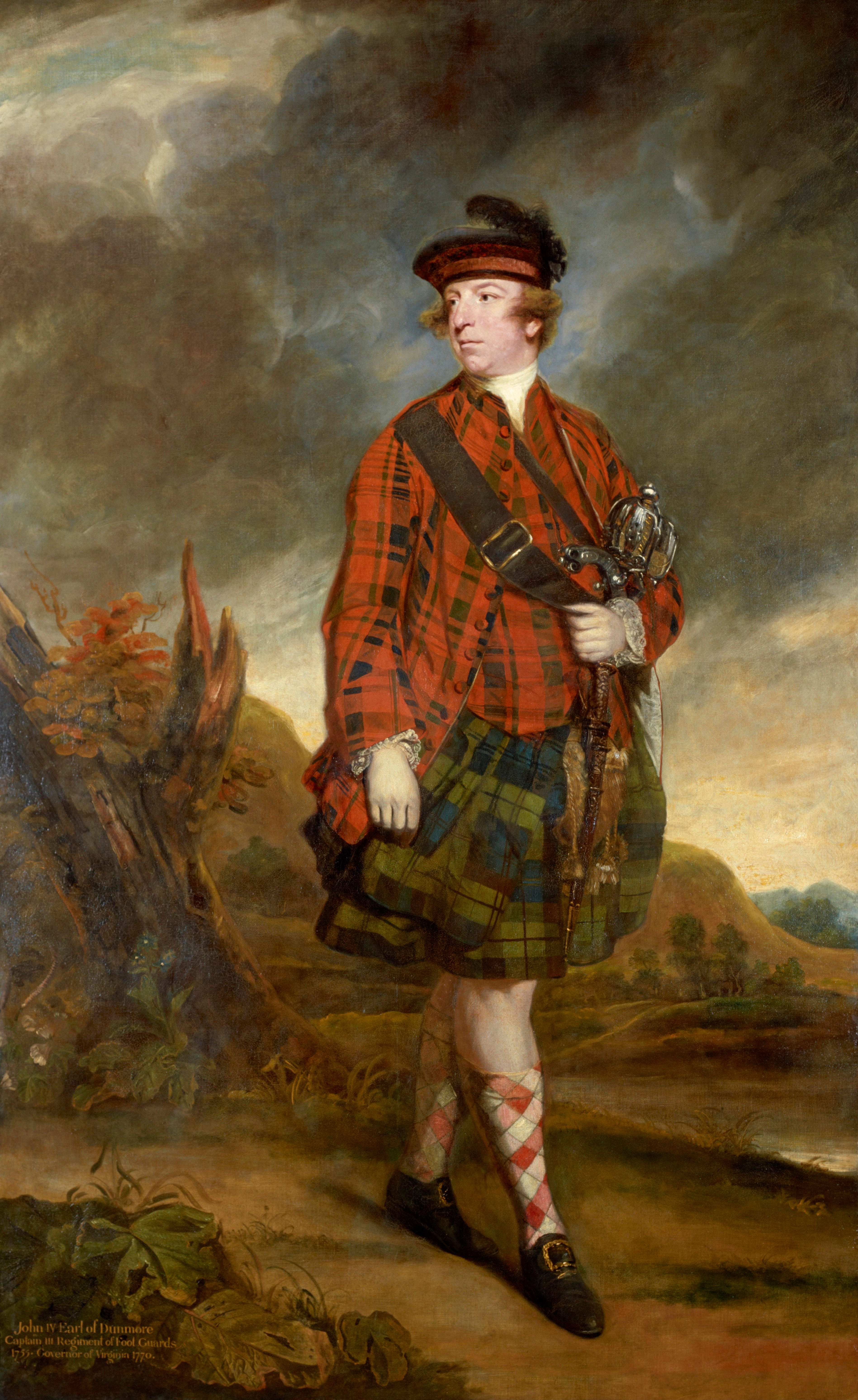
第4代ダンモア伯ジョン・マーレイ

10月まで愛国者側とロイヤリストの間で事件が続いていたが、ダンモアは反乱側に対抗する作戦を始めるために十分な軍事的支援を得られるようになった。愛国者側はウィリアムズバーグにかなりの数の民兵を集めた。北アメリカのイギリス軍総司令官であるトマス・ゲイジは、ダンモアからの要請に応えて、第14歩兵連隊から小さな派遣部隊をバージニアに送るよう命じた。10月12日、この部隊が愛国者側軍需物資のある周辺郡部への襲撃を始めた。この動きは10月一杯続いていたが、ハンプトン近くで起きた小競り合いのときに、小さなイギリス艦船が座礁し、愛国者側に捕獲された。ハンプトンの町民に懲罰を与えるために派遣されたイギリス海軍艦船は、大陸軍と民兵合同部隊との小競り合いで撃退され、幾人かの水兵が殺されまた捕虜になった。この出来事に反応したダンモアは、11月7日に宣言書を書き上げ、その中で戒厳令を宣言し、進んでイギリス軍に仕えようという愛国者主人に属する奴隷には身分を解放すると約束していた。この宣言はロイヤリストも愛国者も奴隷所有者には同じように警告となり、元奴隷が武装して自分達の資産を失わせるという懸念が出てきた。それでもダンモアは奴隷を徴兵してエチオピア連隊を編成することができ、また女王のロイヤル・バージニア連隊と呼んだロイヤリスト中隊を立ち上げることもできた。当時バージニアでは唯一のイギリス軍正規部隊だった第14歩兵連隊の2個中隊をこれらの地元部隊が補うことになった。この徴兵の成功に気をよくしたダンモアは1775年11月30日、「この植民地に適度の義務感を持たせる」ことができるだろうと記していた。
10月、バージニア植民地議会は、バージニア第2連隊のウィリアム・ウッドフォード大佐に民兵数個中隊を付けてハンプトンに派遣した。民兵はウィリアムズバーグに集まり続けていた。その部隊が700名ほどに膨れあがったウッドフォード隊は、12月初旬にグレートブリッジまで進軍した。ダンモア配下の兵士の幾らかが橋の北側を固めていたので、ウッドフォードは自軍側の陣地の防御工作を始めた。この間にも周辺郡部やノースカロライナから次々と民兵が到着していた。12月9日、イギリス軍はウッドフォード隊を追い散らそうとしたが、逆に完璧に撃退された（グレートブリッジの戦い）。この戦闘後にイギリス軍はノーフォークまで後退し、さらにその後にはダンモアとその全軍がノーフォーク港に停泊するイギリス海軍艦船に引き揚げた。ノーフォークに残っていたロイヤリストの大半も同行した。戦闘の後で、ウッドフォード隊には、ロバート・ハウ大佐とノースカロライナ正規兵部隊が到着し、勢力を増し続けた。

## 愛国者部隊によるノーフォーク占領
12月14日、愛国者部隊は民兵のさらなる到着で約1,200名になっており、ハウとウッドフォードはノーフォークに移動した。ハウ大佐は大陸軍で上級士官となっていたのでウッドフォードより上官であり、占領軍の指揮を執った。ハウはダンモアやイギリス海軍艦長達に対処するに厳しい統制を敷き、人で混み合った艦船に対する物資の供給を止め、捕虜交換では対等に渡り合った。
ハウとウッドフォードはイギリス軍が攻撃してくる可能性も心配しており、まず援軍を要請した。しかしさらに検討を進めると、イギリス艦隊が容易に町周辺を支配し、守備隊を孤立させることができると認識した。バージニア植民地議会には、町を放棄し、敵軍に使われないようにしておくことを推薦した。
12月21日、イギリス海軍のHMSリバプールが到着し、物資や弾薬を積んだ補給船を伴ってきた。ダンモアは艦船のダンモア、リバプール、オッター、キングフィッシャーの4艦を町の水際に並べて威嚇し、町の人々や所有品を脱出させる状況を作った。クリスマスイブの24日、リバプール艦長のヘンリー・ベルーが町に対して最後通告となるものを送り、それには物資を力で奪うよりも金で購うことを好むと記していた。ハウはこの通告を拒み、艦砲射撃に備えさせた。愛国者部隊は水際をパレードしたり、衛兵の交替を行っていたが、12月30日、ベルーはそれが攻撃的だとして止めるよう要求し、また女性子供が町を去ったとしても「軽率ではない」と提案した。ハウは部隊の撤退を拒否し、ベルーには「私は軍人であるので、私の任務と考える点から引くことはできない」と伝えさせた。

## 焼き討ちと略奪
1776年元日、ハウの衛兵はいつも通りパレードを行った。午後3時から4時の間にイギリス艦隊の4艦から町に対する砲撃が開始された。4艦で100門以上の大砲があり、夕方になっても砲撃は続いた。上陸部隊が派遣され、食料を調達する者もあれば、愛国者側狙撃兵が艦隊に発砲する拠点として使っていた建物に火を付ける者もいた。イギリス軍の動きはうまく統制が取れていなかったが、水際の大半を火炎に包ませることには成功した。
愛国者部隊は上陸部隊に抵抗はしたが、火災を止めようとはしなかった。火はおりからの風で広がった。艦砲射撃が始まった後、土地の蒸留酒製造所を含めロイヤリストの資産が愛国者部隊による焼き討ちと略奪の標的になった。イギリス軍はその日の行動を止めたが、火は燃えさかり続けた。翌朝ハウ大佐は「町全体が1日か2日のうちに焼尽に帰してしまうのではないかと思う」と報告した。町を占領する愛国者部隊による焼き討ちと略奪は3日間続いた。引き揚げ命令が出された時までに、町の大半は破壊された。

## その後
愛国者部隊が町に与えた損害はイギリス軍による被害を優に超えており、破壊された建物の価値は12万ポンドと見られた（インフレを考慮して現在のポンドに換算すると1,290万ポンドとなる）。これに対してイギリス軍艦砲射撃が破壊したのは19棟のみであり、その価値は3,000ポンド（同じく32万ポンド）と見られている。これに加えて、ダンモアが町を占領していたときに加えた被害額2,000ポンドがあった（同じく22万ポンド）。
ハウ大佐がバージニア植民地議会に送った報告書では、愛国者部隊による焼き討ちについて省略しており、町の破壊を推奨することを繰り返していた。ロードン卿が発行した新聞は、この事件について愛国者側に幾らかの疑問を呈したが、多くの者は被害の大半についてイギリス軍に責任があると見なし、事件の後での調査も無かった。議会はハウの計画を承認し、2月6日までに残っていた416の建物も破壊された。この焼き討ちに愛国者部隊が全面的に関わったことが認識されたのは1777年になってからだった。
愛国者部隊は町の破壊を終えた後で廃墟の町から撤退し、近くの町に基地を築いた。大陸軍南部方面軍を指揮するためにチャールズ・リー将軍が到着した3月には部隊の編成が進んだ。リーは、ダンモアがポーツマス近くに築いた宿営地から追い出すために民兵隊を動員した。ダンモアは1776年8月にバージニアを離れ、二度と戻らなかった。
ノーフォーク市のセントポールズ・ブールバードとシティホール・アベニューの角には歴史銘板があり、この焼き討ちのことを伝えている。